# El embrujo de Shanghai (película de 2002)
El embrujo de Shanghai es una película española dirigida por Fernando Trueba.

## Argumento
En la Barcelona tras la Guerra Civil, las apariciones y desapariciones de los maquis, que llegan desde el otro lado de la frontera, y el relato de sus aventuras son lo único que anima el ambiente gris de la época más dura de la posguerra. El relato de la aventura de uno de esos héroes míticos, que embarca rumbo a Shanghái para cumplir una arriesgadísima misión entre pistoleros, ex nazis, bellas mujeres y siniestros clubes nocturnos, da sentido a la vida de dos adolescentes, Daniel (Fernando Tielve) y Susana (Aida Folch), hasta que la realidad les haga despertar del embrujo.

## Comentarios
Basada en la El embrujo de Shanghai de Juan Marsé. 
A pesar de que está ambientada en China, está rodada entre Madrid (algunas escenas fueron rodadas en el Matadero Municipal de Legazpi 
) y Barcelona.
La película iba a ser dirigida por Víctor Erice, pero problemas entre éste y el productor Andrés Vicente Gómez lo impidieron. Fernando Trueba ni siquiera utilizaría el guion escrito y preparado por Erice.

## Premios

### Goya 2002
| Categoría                     | Persona                  | Resultado |
| ----------------------------- | ------------------------ | --------- |
| Mejor guion adaptado          | Fernando Trueba          | Candidato |
| Mejor fotografía              | José Luis López Linares  | Candidato |
| Mejor dirección artística     | Salvador Parra           | Ganador   |
| Mejor dirección de producción | Luis Gutiérrez           | Candidato |
| Mejor diseño de vestuario     | Lala Huete               | Ganadora  |
| Mejor maquillaje y peluquería | Gregorio Ros Pepito Juez | Ganadores |

## Reparto
| Intérprete            | Personaje        |
| --------------------- | ---------------- |
| Fernando Tielve       | Dani             |
| Aida Folch            | Susana           |
| Ariadna Gil           | Anita            |
| Fernando Fernán Gómez | Capitán Blay     |
| Eduard Fernández      | Forcat           |
| Antonio Resines       | Kim              |
| Rosa Maria Sardà      | Betibú           |
| Jorge Sanz            | Denis            |
| Juan José Ballesta    | Finito Chacón    |
| Cristina Dilla        | Madre Dani       |
| Joan Borràs           | Dr. Barjau       |
| Götz Otto             | Omar             |
| Féodor Atkine         | Michel Levy      |
| Antonio Dechent       | Capataz          |
| Philippe Beglia       | Lambert          |
| Bebo Valdés           | Pianista         |
| Sarllya               | Cantante         |
| Pep Cortés            | Tabernero        |
| Pepa Arenós           | Tabernera        |
| Carles Arquimbau      | Cartero          |
| Jaume Sorribas        | Tranviario       |
| Artur Trias           | Parroquiano      |
| Josep Clarà           | Joyero           |
| Josep Maria Domènech  | Vecino           |
| Vicente Gil           | Vecino           |
| Maife Gil             | Mujer colmado    |
| Juan Montañés         | Braulio          |
| Patricia Cuevas       | Carmen           |
| Raimond Chang         | Wong             |
| James DePaul          | Stapleton        |
| Rosa Vila             | Farmacéutica     |
| Josep Mota            | Lechero          |
| Isidre Olmos          | Nualart          |
| Alberto Solón         | Capt. Chino      |
| Alain Chipot          | Francés          |
| Lin Wou Chen          | Deng             |
| Ferran Rañé           | Fascista         |
| Robert Forcadell      | Car mechanic     |
| Rubens Piquer         |                  |
| José Páez             | Hombre en el bar |